# Mill Brook (dopływ Zatoki Fundy)
Mill Brook – strumień (brook) w kanadyjskiej prowincji Nowa Szkocja, w hrabstwie Annapolis, płynący w kierunku północno-zachodnim i uchodzący do Zatoki Fundy; nazwa urzędowo zatwierdzona 27 września 1974.